# 富山労災病院
独立行政法人労働者健康安全機構 富山労災病院（どくりつぎょうせいほうじんろうどうしゃけんこうふくしきこう とやまろうさいびょういん）は、富山県魚津市にある独立行政法人労働者健康安全機構が運営する病院である。

## 概要
全国にある労災病院の一つ。富山県の地域がん診療連携拠点病院に指定されている。
1953年2月、労働省（現・厚生労働省）が北陸地方で初の労災病院の新設を計画したのが始まりである。当初、労働省労働基準局松永総務課長が敷地1万坪の寄付を承諾する一方、斉藤事務次官は「魚津といったら漁村じゃないか」と取り合わなかった。このため魚津市側は、富山県の工場分布状況を示し、国道8号が開通すれば格好の療養地になることなどを説明し、再三次官を訪問し説得した結果、納得させることが出来、誘致に成功したという経緯がある。
現在の病棟は2016年（平成28年）11月1日に竣工した建物である。鉄筋コンクリート造りの地上6階建てで、延床面積は23,000平方メートル、富山県内の医療機関では初めて全館で免震構造を導入している。総事業費は約86億円。非常用電源を72時間運転できる燃料を備蓄し、地震発生時にも医療サービスを継続できる建物である。同年11月7日より運用開始。

## 沿革
出典は個別に出典が付いているのを除き『開院30周年記念誌』（1989年3月、富山労災病院発行）40 - 45ページより。
- 1953年 - 魚津市において誘致運動開始。
- 1955年 - 労働省（現・厚生労働省）において魚津市内に建設決定。
- 1956年2月26日[3] - 佐藤工業により着工。
- 1958年
  - 1月 - 富山労働基準局内に病院開設事務所を設置。
  - 4月 - 中部労災病院より有峰診療所を引継。
  - 5月12日 - 初代本館一部竣工により、内科、外科、整形外科の3科及病床数40床をもって診療開始。
  - 6月1日 - 魚津市立加積小学校講堂にて開院式[6]。
  - 11月1日 - 病院内に売店が開店。
- 1959年4月1日 - この時までに病床数が200床となり、本館1階サービス棟、手術棟、本館2階管理棟、霊安解剖室、看護婦宿舎等が完成。
- 1975年3月5日 - 職員宿舎（院長舎外1棟）完成。
- 1981年7月29日 - CT棟竣工。
- 1982年4月1日 - 5ヶ年計画増改築工事着工。
- 1984年10月1日 - 新館等完成。
- 1985年4月1日 - リアニック棟新築完成。
- 1987年
  - 4月1日 - 本館附属棟全面改修完了。
  - 6月13日 - 増改築竣工記念式典挙行。
- 2016年
  - 4月1日 - 市急患センターが同病院に開設された[7]。
  - 11月1日 - 現病棟竣工[4]。同年11月7日より運用開始[1]。

## 診療科目
- 内科
- 小児科
- 外科
- 整形外科
- 形成外科
- 脳神経外科
- 皮膚科
- 泌尿器科
- 産婦人科
- 眼科
- 耳鼻咽喉科
- リハビリテーション科
- 放射線科
- 麻酔科

## その他の診療部門
- 健康診断部
- 勤労者予防医療部
- 勤労者呼吸器病センター
- 消化器病センター
- アスベスト疾患センター
- 核医学PET診断センター

## 医療機器設備
- MRI[1]
- CT[1]（2台）
- リニアック
- ガンマーカメラ
- 血管造影撮影装置[1]

など

## 交通アクセス
- 魚津駅、新魚津駅より病院バス、タクシーで約10分。
- 北陸自動車道魚津インターチェンジより約10分。